# Heinrich Stölzel
Heinrich Stölzel (7 de septiembre de 1777 - 16 de febrero de 1844) fue un trompista alemán que desarrolló algunas de las primeras válvulas para los instrumentos de viento metal. 
La primera válvula para los instrumentos de viento-metal, conocida como válvula Stölzel, fue inventada por él en 1814 y continuó desarrollando varios diseños, algunos de ellos conjuntamente con otros inventores de instrumentos musicales.
Stölzel nació en Schneeberg, Sajonia y falleció en Berlín.